# Lysmatidae
Lysmatidae là một họ tôm Caridea thuộc bộ Decapoda.

## Các chi
- Exhippolysmata Stebbing, 1915[2]
- Ligur Sarato, 1885[3]
- Lysmata Risso, 1816[4]
- Lysmatella Borradaile, 1915[5]
- Mimocaris Nobili, 1903[6]